# Ernie K-Doe

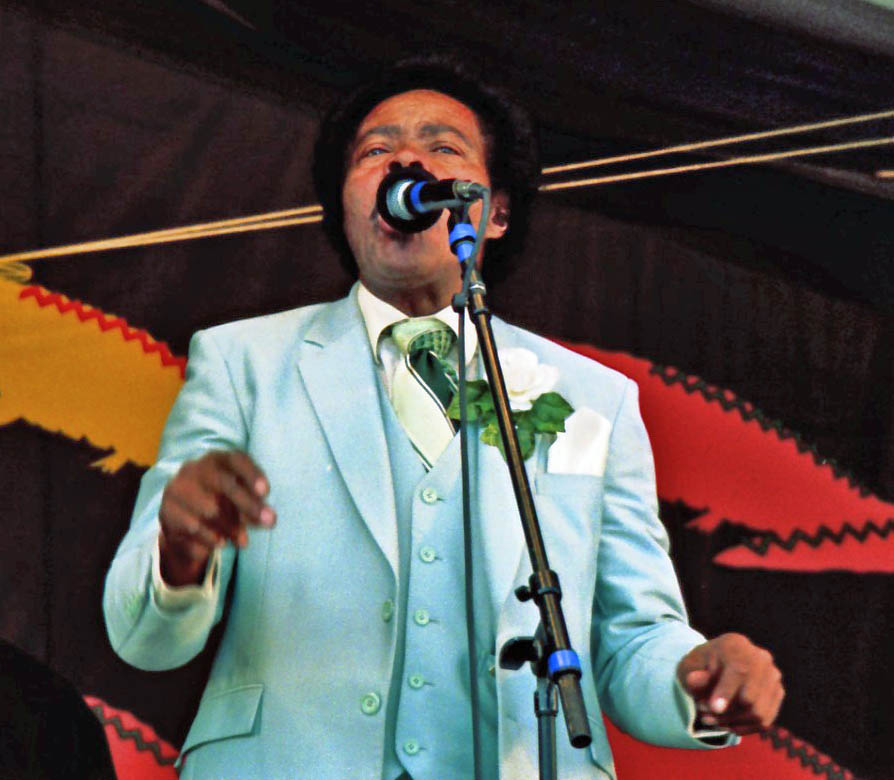
Ernie K-Doe, 1996

Ernie K-Doe – Mother-in-Law

Ernie K-Doe (* 22. Februar 1936 in New Orleans, Louisiana; † 5. Juli 2001 ebenda; eigentlich Ernest Kador, Jr.) war ein US-amerikanischer Sänger.

## Leben und Wirken
Kador begann im Alter von sieben Jahren in einem Kirchenchor zu singen („Golden Choir Jubilees of New Orleans“). Später schloss er sich verschiedenen Gospelchören an.
Ernest Kador besang seine erste Single, Do, Baby Do, 1955 beim Label Specialty. 1959 folgte My Love for You unter dem Namen Ernie Kado bei Ember Records. Im Jahr 1959 wechselte er als Ernie K-Doe zum gerade neu gegründeten Plattenlabel Minit Records in New Orleans. Seine erste Platte hier war Make You Love Me (#604) im Dezember 1959. Dieser Titel geriet noch in Vergessenheit, doch bereits seine zweite Veröffentlichung, Hello My Lover (#614), verkaufte über 100.000 Exemplare.
Sein ganz großer Erfolg war das von Allen Toussaint komponierte und produzierte Mother-in-Law / Wanted $10,000 Reward (#623), ein im Februar 1961 veröffentlichter humorvoller Song über die stereotypen Probleme mit Schwiegermüttern, die offenbar aus der Hölle gesandt werden. Allein der Titel bedeutete einen enormen Kaufanreiz. Der Song mit der den Titel wiederholenden dumpfen Bass-Stimme von Benny Spellman brachte für Minit Records nicht nur die erste Nummer eins in den R&B-Charts, sondern war ein wertvoller Crossovererfolg, der auch in den Popcharts bis zur Topposition vordrang. Er wurde über eine Million Mal verkauft.
Zusammen mit dem Musikproduzenten Allen Toussaint entstanden noch weitere Singles wie etwa Te-Ta-Te-Ta-Ta (Mai 1961), die jedoch an den Erfolg des Millionensellers nicht mehr anknüpfen konnten. Auch ein Wechsel zum Plattenlabel Duke Records im Jahre 1967 konnte K-Does abnehmende Popularität nicht mehr stoppen.

## Diskografie

### Alben
- 1962: Mother-in-Law
- 1972: Ernie K-Doe
- 1996: I’m Cocky but I’m Good Just Standin’ on Top of ’de World (VÖ: 17. Juli)
- 1996: Fever! (VÖ: 26. November)
- 1999: The Building Is Shakin’ & the Walls Are Tremblin’ (VÖ: 20. April)
- 2008: Here Come the Girls! (VÖ: 18. März)

### Kompilationen
- 1989: Burn, K-Doe, Burn!
- 1999: The Best of Ernie K-Doe (VÖ: 18. Mai)
- 2001: Absolutely The Best (VÖ: 30. Oktober)
- 2002: A Real Mother-in-Law for Ya: The Allen Toussaint Sessions 1959–1963 (VÖ: 26. Juni)
- 2005: The R&B Kings of New Orleans: The Best of Ernie K-Doe & Chris Kenner (VÖ: 22. November)
- 2011: Here Come the Girls: A History 1960–1970 (2 CDs; VÖ: 25. November)
- 2015: Mother-in-Law
- 2016: Don’t Kill My Groove (VÖ: 18. März)

### Singles
| Jahr | Titel Album                                           | Höchstplatzierung, Gesamtwochen, AuszeichnungChartplatzierungen (Jahr, Titel, Album, Platzierungen, Wochen, Auszeichnungen, Anmerkungen) | Höchstplatzierung, Gesamtwochen, AuszeichnungChartplatzierungen (Jahr, Titel, Album, Platzierungen, Wochen, Auszeichnungen, Anmerkungen) | Höchstplatzierung, Gesamtwochen, AuszeichnungChartplatzierungen (Jahr, Titel, Album, Platzierungen, Wochen, Auszeichnungen, Anmerkungen) | Anmerkungen |
| Jahr | Titel Album                                           | UK | US | R&B | Anmerkungen |
| ---- | ----------------------------------------------------- | --- | --- | --- | --- |
| 1961 | Mother-in-Law                                         | UK29 (7 Wo.)UK | US1 (14 Wo.)US | R&B1 (16 Wo.)R&B | Erstveröffentlichung: Februar 1961 nichtzertifizierter Millionenseller Bassgesang: Benny Spellman Autor: Allen Toussaint                          |
| 1961 | Te-Ta-Te-Ta-Ta Mother-in-Law                          | — | US53 (5 Wo.)US | R&B21 (4 Wo.)R&B | Erstveröffentlichung: Mai 1961 Autor: Ernest Kador                                                                                                |
| 1961 | I Cried My Last Tear                                  | — | US69 (5 Wo.)US | — | B-Seite von A Certain Girl Autor: Naomi Neville                                                                                                   |
| 1961 | A Certain Girl                                        | — | US71 (4 Wo.)US | — | Erstveröffentlichung: Oktober 1961 Autor: Naomi Neville                                                                                           |
| 1962 | Popeye Joe                                            | — | US99 (1 Wo.)US | — | Erstveröffentlichung: Februar 1962 Autor: Ernest Kador                                                                                            |
| 1967 | Later for Tomorrow                                    | — | — | R&B37 (4 Wo.)R&B | Erstveröffentlichung: Februar 1967 Autoren: Deadric Malone, Vernon Morrison                                                                       |
| 1967 | (It Will Have to Do) Until the Real Thing Comes Along | — | — | R&B48 (3 Wo.)R&B | Erstveröffentlichung: August 1967 Autoren: Sammy Cahn, Saul Chaplin, Lawrence Freeman, Mann Holiner, Alberta Nichols Original: Ethel Waters, 1931 |
| 2007 | Here Come the Girls Here Come the Girls!              | UK43 (6 Wo.)UK | — | — | Wiederveröffentlichung: November 2007 Autor: Allen Toussaint                                                                                      |

Weitere Singles
- 1955: Do, Baby Do (als Ernest Kador; VÖ: November)
- 1959: My Love for You (als Ernie Kado; VÖ: Januar)
- 1959: Make You Love Me (als K-Doe; VÖ: Dezember)
- 1960: Hello My Lover (VÖ: August)
- 1961: My Love for You (VÖ: Mai)
- 1962: Come on Home (VÖ: Februar)
- 1962: Love You the Best (VÖ: April)
- 1962: Beating Like a Tom Tom (VÖ: Juli)
- 1962: Get Out of My House (VÖ: Oktober)
- 1963: Easier Said Than Done (mit The Stars; VÖ: Januar)
- 1963: I’m the Boss (VÖ: Mai)
- 1963: Sufferin’ So (VÖ: September)
- 1964: Talking Out of My Head (VÖ: April)
- 1965: A Little Bit of Everything (VÖ: Mai)
- 1966: Boomerang (VÖ: April)
- 1966: Little Marie (VÖ: Juni)
- 1967: Dancin’ Man (VÖ: Februar)
- 1967: Don’t Kill My Groove (VÖ: Juni)
- 1968: Gotta Pack My Bag (VÖ: Juli)
- 1969: I’m Sorry (VÖ: Mai)
- 1969: I’ll Make Everything Be Alright (VÖ: Dezember)
- 1971: Here Come the Girls (VÖ: September)
- 1975: Let Me Love You (VÖ: August)
- 1975: You Got to Love Me
- 2008: Here Come the Girls (DJ Andy Smith and K5 Mix) (VÖ: 14. Juli)